# 全国脱贫攻坚总结表彰大会
全国脱贫攻坚总结表彰大会，是2021年2月25日上午召开的一次中华人民共和国表彰大会，会议在北京市人民大会堂举行。会上对全国脱贫攻坚楷模荣誉称号获得者颁奖、对全国脱贫攻坚先进个人、先进集体进行表彰。大会由国务院总理李克强主持，中共中央总书记、国家主席、中央军委主席习近平发表讲话。

## 经过
2021年2月25日上午，全国脱贫攻坚总结表彰大会在人民大会堂举行。中共中央政治局常委、国务院总理李克强宣布会议开始，随后举行了全体起立、奏唱《中华人民共和国国歌》的环节；中共中央政治局常委栗战书、汪洋、王沪宁、赵乐际、韩正，国家副主席王岐山等党和国家领导人出席大会。随后全国政协主席汪洋宣读《中共中央、国务院关于授予全国脱贫攻坚楷模荣誉称号的决定》。其中提到“经过8年持续奋斗，脱贫攻坚取得全面胜利，现行标准下近1亿农村贫困人口全部脱贫，贫困县全部摘帽，困扰中华民族几千年的绝对贫困问题得到历史性解决。”“授予毛相林等10名同志，河北省塞罕坝机械林场等10个集体“全国脱贫攻坚楷模”荣誉称号。”习近平将向全国脱贫攻坚楷模荣誉称号获得者颁奖。
汪洋宣读《中共中央、国务院关于表彰全国脱贫攻坚先进个人和先进集体的决定》，授予康柏利等1981人“全国脱贫攻坚先进个人”称号；授予北京首农供应链管理有限公司等1501个集体“全国脱贫攻坚先进集体”称号。习近平等为受表彰的全国脱贫攻坚先进个人和先进集体代表颁奖。
在颁奖之后，习近平作主旨讲话，列举脱贫攻坚行动的成果，包括公路、铁路、供电、互联网、住房等方面的建设成就，并缅怀了1800多名脱贫攻坚殉职人员，高度赞扬他们的付出和贡献；还对脱贫攻坚工作所使用的资金进行说明。

## 获奖名单

### 全国脱贫攻坚楷模（个人）
全国脱贫攻坚楷模（个人）共授予10位个人：
- 毛相林：重庆市巫山县竹贤乡下庄村党支部书记
- 白晶莹：内蒙古自治区兴安盟科尔沁右翼中旗人大常委会主任，科尔沁右翼中旗蒙古族刺绣产业专项推进组组长、蒙古族刺绣协会会长
- 刘虎：新疆维吾尔自治区喀什地区伽师县水利局党组副书记、局长
- 李玉：中国工程院院士，吉林农业大学教授
- 张小娟：生前为甘肃省甘南藏族自治州舟曲县扶贫办副主任
- 张桂梅：云南省丽江市华坪女子高级中学党支部书记、校长，华坪县儿童福利院院长
- 赵亚夫：江苏省句容市天王镇戴庄有机农业专业合作社研究员
- 姜仕坤：生前为贵州省黔西南布依族苗族自治州晴隆县委书记
- 夏森：中国社会科学院原外事局研究员
- 黄文秀：生前为广西壮族自治区百色市委宣传部派驻乐业县新化镇百坭村驻村第一书记

### 全国脱贫攻坚楷模（集体）
全国脱贫攻坚楷模（集体）共授予10个单位：
- 河北省塞罕坝机械林场
- 安徽省金寨县花石乡大湾村
- 中共福建省寿宁县下党乡委员会
- 江西省瑞金市叶坪乡
- 湖南省花垣县双龙镇十八洞村
- 四川省凉山彝族自治州昭觉县三岔河镇三河村
- 国家电网西藏电力有限公司农电工作部
- 陕西省绥德县张家砭镇郝家桥村
- 青海省海东市互助土族自治县五十镇班彦村
- 宁夏回族自治区永宁县闽宁镇

## 相关
- 国家级贫困县
- 精准扶贫
- 两不愁三保障
- 脱贫攻坚战